# Sakis Arnaoutoglou

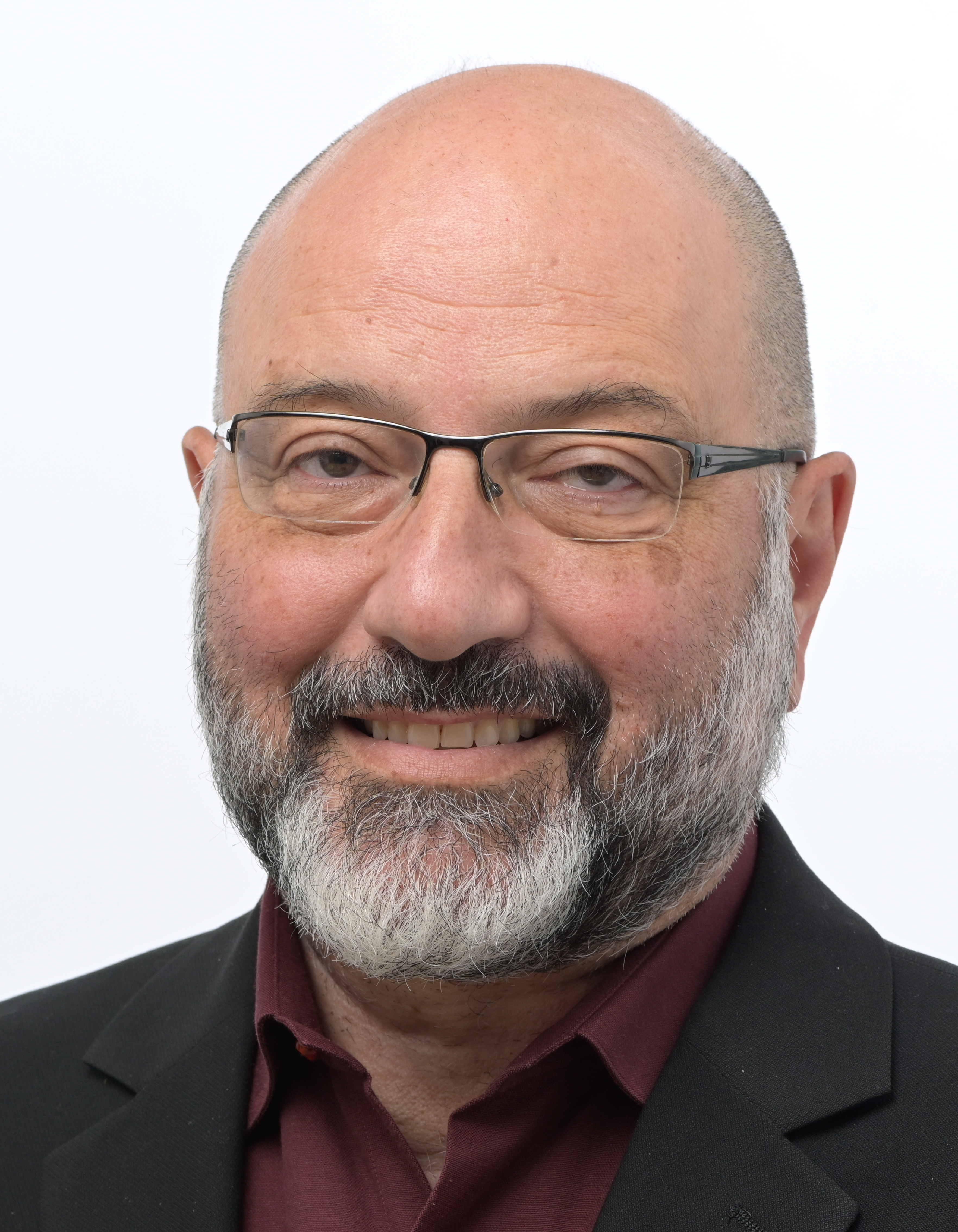
Sakis Arnaoutoglou (2024)

Sakis Arnaoutoglou ist ein griechischer Politiker der Panellinio Sosialistiko Kinima – Kinima Allagis. Seit 2024 ist er Mitglied des Europäischen Parlaments.

## Leben
Arnaoutoglou arbeitete lange Zeit als Wettermoderator. Bei der Europawahl 2024 erhielt er 91.793 Stimmen.
Seit seinem Einzug ins Europäische Parlament ist Arnaoutoglou in der 10. Legislaturperiode (2024–2029) Mitglied der Fraktion S&D, im Ausschuss für Umweltfragen, öffentliche Gesundheit und Lebensmittelsicherheit und im Fischereiausschuss sowie stellvertretendes Mitglied im Ausschuss für regionale Entwicklung und im Ausschuss für Landwirtschaft und ländliche Entwicklung. Er ist zudem Mitglied der Delegation für die Beziehungen zur Volksrepublik China sowie stellvertretendes Mitglied der Delegation in der Paritätischen Parlamentarischen Versammlung OAKPS-EU und der Delegation in der Parlamentarischen Versammlung Karibik-EU.